# Salvatore Abbate Migliore
Salvatore Abbate Migliore (Palermo, 11 aprile 1820 – 1896) è stato un giornalista italiano.

## Biografia
I suoi genitori erano Filippo Abbate e Cira Migliore, della quale lui scelse di adottare il cognome. Nel 1845-46 intraprese un viaggio negli Stati Uniti d'America, dove scrisse articoli riguardanti la società e la letteratura italiana per alcuni periodici di Boston, New York e Baltimora. Al ritorno in Italia redasse uno scritto riguardante la società statunitense.
Allo scoppio della rivoluzione siciliana del 1848 Abbate avviò una serie di pubblicazioni periodiche che si distinsero per le loro posizioni spesso diffamatorie verso alcuni ministri della rivoluzione, tanto che venne condannato a due mesi di carcere dalla Camera dei comuni del parlamento siciliano, nello specifico per aver pubblicato il Monitore.
Dopo il 1849 diresse vari periodici, tra cui la rivista letteraria Il Diadema, il giornale Il Vapore e il settimanale La Gazzetta di Palermo. Venne nominato membro onorario dell'Accademia nazionale di scienze, lettere e arti palermitana.

## Opere
- Nuova guida pel siciliano e lo straniero a Palermo, 1844
- Storia della Signora Crozza di morto, 1844
- Il Siciliano nell'America settentrionale negli anni 1845-46, 1848
- Gli ex-ministri della rivoluzione siciliana del 1848-1849, 1849[2]